# Warnkowo
Warnkowo – przysiółek wsi Karsk w Polsce, położony w województwie zachodniopomorskim, w powiecie goleniowskim, w gminie Nowogard.
W latach 1975–1998 przysiółek administracyjnie należał do województwa szczecińskiego.

## Zabytki
- park dworski, z reliktami dworu i budynków gosp., 1870,  nr rej.:  A-1259 z 24.07.1992, pozostałość po dworze